# Dziady (Rozbórz)
Dziady – część wsi Rozbórz w Polsce, położona w województwie podkarpackim, w powiecie przeworskim, w gminie Przeworsk.
Wierni kościoła rzymskokatolickiego należą  do parafii Chrystusa Króla w Przeworsku.
W latach 1975–1998 Dziady administracyjnie należały do województwa przemyskiego.